# Portoricoscia richmondi
Portoricoscia richmondi är en kräftdjursart som först beskrevs av Richardson 1901.  Portoricoscia richmondi ingår i släktet Portoricoscia och familjen Philosciidae. Inga underarter finns listade i Catalogue of Life.